# El Hamadna
El Hamadna è un comune dell'Algeria, situato nella provincia di Relizane.